# Канаево (Московская область)
Канаево — деревня в городском округе Шаховская Московской области.

## Население
| 1859 | 1926 | 2002 | 2006 | 2010 |
| ---- | ---- | ---- | ---- | ---- |
| 416  | ↘408 | ↘31  | ↘18  | ↗32  |

## География
Деревня расположена на западе Московской области, в юго-восточной части городского округа Шаховская, примерно в 22 км к юго-востоку от райцентра Шаховская, по правому берегу реки Исконы, высота центра над уровнем моря 236 м. В деревне одна улица — Центральная, приписано два садоводческих товарищества. Ближайшие населённые пункты — Репотино на востоке и Пески на юге.

## Исторические сведения
В 1769 году деревня Конаева показана на карте Генерального межевания как деревня Хованского стана Рузского уезда Московской губернии в составе владения Коллегии экономии, ранее Новоиерусалимского монастыря, относившегося к сельцу Высоцкое, Псково тож.
В середине XIX века деревня Канаево относилась ко 2-му стану Можайского уезда и принадлежала Департаменту государственных имуществ. В деревне был 51 двор, 220 душ мужского пола и 212 душ женского и сельская расправа.
В «Списке населённых мест» 1862 года — казённая деревня 2-го стана Можайского уезда Московской губернии по левую сторону торгово-просёлочного Гжатского тракта, в 46 верстах от уездного города, при колодцах, с 51 двором и 416 жителями (215 мужчин, 201 женщина). Более половины мужского населения были плотниками.
В 1886 году — 76 дворов, 426 жителей, волостное правление, лавка.
По данным на 1890 год село Канаево — центр Канаевской волости, в нём находились волостное правление и квартира полицейского урядника, работало земское училище. Число душ мужского пола составляло 213 человек.
В 1913 году — 87 дворов, волостное правление и земское училище.
В 1917 году Канаевская волость была присоединена к Волоколамскому уезду, а в 1924 году ликвидирована согласно постановлению президиума Моссовета, и Канаево было включено в состав Серединской волости.
По материалам Всесоюзной переписи населения 1926 года в деревне проживало 408 человек (189 мужчин, 219 женщин), насчитывалось 95 крестьянских хозяйств, имелась начальная школа, располагался сельсовет. Вблизи деревни были три хутора.
С 1929 года — населённый пункт в составе Шаховского района Московской области.
В 1929 году была создана сельскохозяйственная артель «Вперёд» с 860,68 га земли. В 1951 году сельхозартель «Вперёд» и две близлежащие сельхозартели деревень Репотино и Высокое влились в колхоз имени Молотова, впоследствии переименованный в колхоз имени XX партсъезда, который 12 лет спустя был присоединён к совхозу «Темп».
1994—2006 гг. — деревня Дорского сельского округа Шаховского района.
2006—2015 гг. — деревня сельского поселения Серединское Шаховского района.
2015 г. — н. в. — деревня городского округа Шаховская Московской области.

## Достопримечательности
Памятник погибшим в Великую Отечественную войну односельчанам, сооружённый на средства земляка И. И. Березина, находится рядом со зданием бывшей сельской школы.

## Известные уроженцы
- Осетров, Пётр Петрович (22.06.1913— 10.01.1987), инженер-металлург. В 1965—1978 гг. — директор Белорецкого металлургического комбината. Лауреат Сталинской премии (1952). Награждён орденами Ленина (1966), Октябрьской Революции (1971), Трудового Красного Знамени (1958), Знак Почёта” (1944)[23].